# Pakosław (Lwówek)

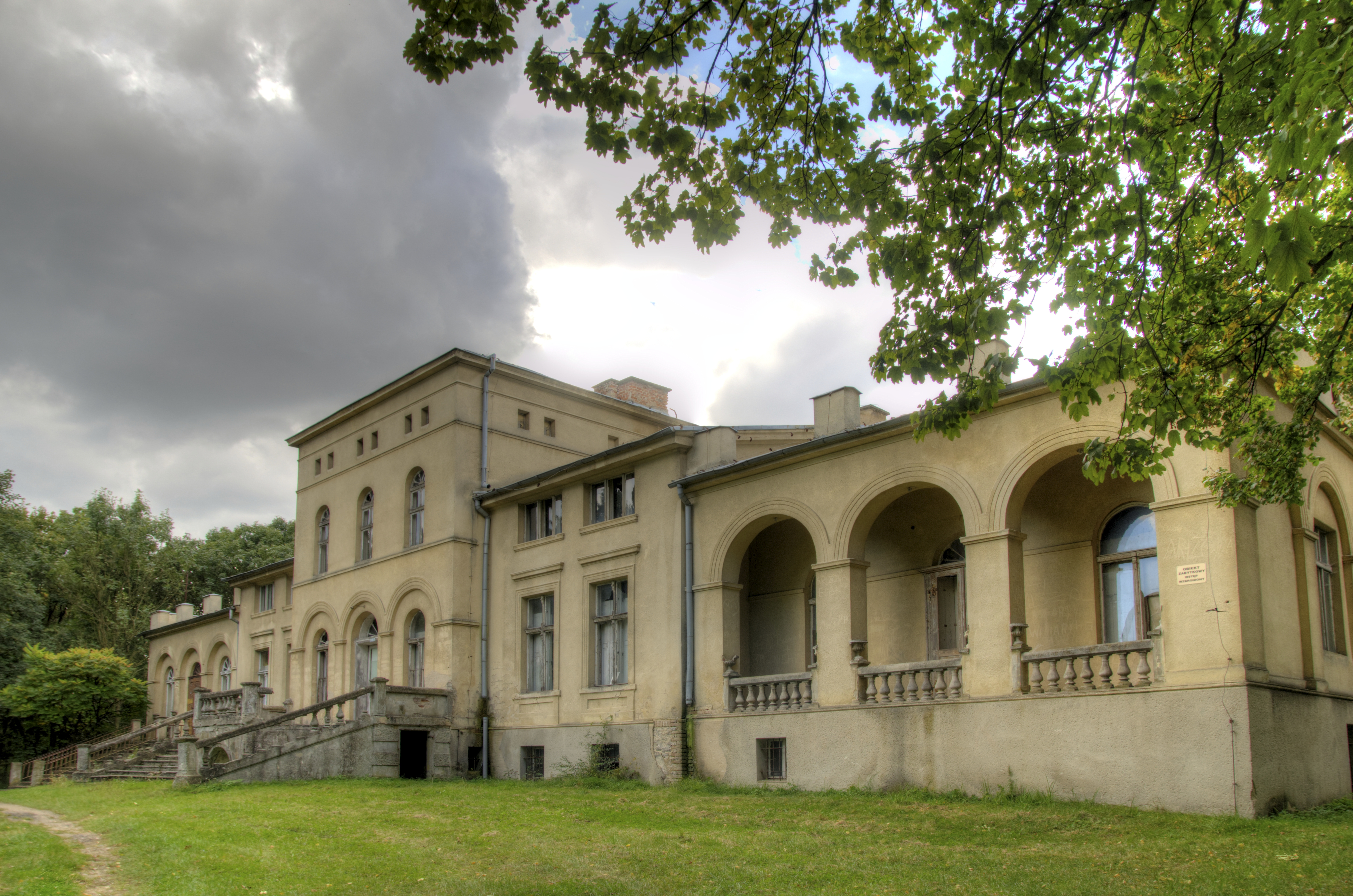
Palast in Pakosław

Pakosław (deutsch: Pakoslaw, 1943–1945 Ziegelhöhe) ist ein Dorf in Polen, in der Gemeinde Lwówek, in der Woiwodschaft Großpolen.
Der Ort liegt ca. 4 Kilometer südöstlich von Lwówek und 15 Kilometer nordöstlich von Nowy Tomyśl. Eine Sehenswürdigkeit ist das im 18. Jahrhundert erbaute Schloss Pakoslaw, das heute ein Hotel beherbergt. Im 19. Jahrhundert befand es sich in Besitz der Adelsfamilie Czarnecki.
Die polnische Nationalaktivistin Emilia Sczaniecka ist hier gestorben. Sehenswert in Pakosław ist ein 1840–1842 für Emilia Sczaniecka erbauter Palast mit einer Parkanlage.